# Acide fumarique
L'acide fumarique, ou acide trans-butènedioïque, est un acide dicarboxylique insaturé de formule chimique HOOC–CH=CH–COOH. Il se présente sous la forme d'une poudre blanche cristallisée et inodore, combustible mais faiblement inflammable et faiblement soluble dans l'eau. Il présente une saveur rappelant celle des fruits. C'est l'isomère trans de l'acide maléique : ses deux groupes carboxyle sont en position E (trans) tandis que ceux de l'acide maléique sont en position Z (cis), ce qui le rend plus stable que ce dernier. Ses sels et esters sont appelés fumarates. 

Acide fumarique (E, trans)
Acide maléique (Z, cis)

## Chimie
L'acide fumarique a été obtenu pour la première fois en 1892 à partir d'acide succinique. On l'obtient traditionnellement par oxydation du furfural, obtenu à partir du traitement du maïs, à l'aide de chlorate en présence d'un catalyseur à base de vanadium. De nos jours, l'acide fumarique est produit industriellement essentiellement par isomérisation catalytique de l'acide maléique en solution aqueuse à pH faible. L'acide maléique est disponible en abondance par hydrolyse de l'anhydride maléique, lui-même obtenu en grande quantité par oxydation catalytique du benzène ou du butane.
Les propriétés chimiques de l'acide fumarique peuvent être facilement déduites de sa structure chimique. Il s'agit d'un acide faible qui forme des diesters, il peut subir des additions sur sa double liaison carbone-carbone, et est un excellent diénophile.
Il est moins combustible que l'acide maléique, et ne brûle pas dans les conditions qui font déflagrer ce dernier. Il peut être utilisé en milieu éducatif pour illustrer la différence d'enthalpie de formation entre les isomères cis et trans par différence entre les enthalpies de combustion.
L'acide fumarique est le stéréo-isomère E de l'acide maléique.

## Biologie
L'acide fumarique est présent dans les fumeterres, les bolets, les lichens et la mousse d'Islande.
Il est également universellement distribué chez tous les êtres vivants dont le métabolisme utilise le cycle de Krebs pour oxyder leurs nutriments. C'est en effet un intermédiaire de ce cycle, où se forme par oxydation du succinate sous l'action de la succinate déshydrogénase, et donne du malate sous l'action de la fumarase.
De l'acide fumarique est également produit par le cycle de l'urée sous l'action de l'argininosuccinate lyase à partir de l'argininosuccinate.

## Utilisation

### Alimentaire
L'acide fumarique est utilisé comme additif alimentaire par l'industrie agroalimentaire depuis 1946. Il est utilisé comme régulateur alimentaire de pH avec le numéro E297. Il est utilisé dans les boissons et les levures chimiques. On l'emploie généralement à la place de l'acide tartrique et parfois de l'acide citrique, à raison de 1 g d'acide fumarique à la place d'environ 1,5 g d'acide citrique, afin d'ajouter une touche acide de manière semblable à l'acide malique. 

### Médicale
Plusieurs esters d'acide fumarique ont des propriétés immunorégulatrices (c'est-à-dire une légère immunosuppression) utilisées pour traiter le psoriasis. En Europe, l'Allemagne, l'Autriche et le Benelux utilisent des dérivés de l'acide fumarique à cet effet depuis le milieu du XXe siècle.
Par ailleurs, le fumarate de diméthyle est en phase III d'essai clinique chez des patients atteints de sclérose en plaques pour en réduire le taux de rechute et la progression des handicaps par activation du facteur de transcription NFE2L2 de réponse au stress oxydant.

### Autres
L'acide fumarique est utilisé dans la fabrication de résines polyester et de polyols ainsi que dans la fixation de certaines teintures. Il a été utilisé pour démontrer la faisabilité d'un réseau métal-organique. Il serait également employé par l'industrie pétrolière pour contrôler le pH dans les fluides de fracturation utilisés dans les forages profonds et horizontaux d'exploitation du gaz de schiste[source insuffisante]